# Giliano Wijnaldum
Giliano Wijnaldum (Rotterdam, 31 agosto 1992) è un ex calciatore olandese, di ruolo difensore.

## Biografia
Ha due fratelli, Georginio e Rogerio, un fratellastro, Rajiv van La Parra, e due cugini, Royston Drenthe e Giovanni Drenthe, anche loro calciatori. Wijnaldum è di origine surinamese, ma ha scelto di rappresentare i Paesi Bassi a livello nazionale (giovanile).

## Carriera

### Club
Ha giocato 20 partite nella prima divisione olandese, 19 delle quali nella stagione 2012-2013 con l'AZ Alkmaar, con cui ha anche giocato 4 partite in Coppa d'Olanda, 3 delle quali nell'edizione del 2012-2013 vinta dalla sua squadra.
Nell'estate del 2013 passa a costo zero al Groningen; dopo una stagione si trasferisce al Go Ahead Eagles.
Nel 2015 si trasferisce in Germania al Bochum, dove gioca 9 partite tra 2.Bundesliga e DFB-Pokal.
Nel 2017 si trasferisce in MLS, con cui gioca due annate, interrotte da un prestito al Bethlehem Steel, in USA.
Nel 2018 gioca 6 mesi con il Willem II, in Eredivisie, poi passa allo Sparta Rotterdam in Eerste Divisie.
Chiude la sua carriera al FC Vlaardingen nel 2020-2021.

### Nazionale
Ha giocato numerose partite amichevoli con varie Nazionali giovanili olandesi.

## Palmarès

### Club

#### Competizioni nazionali
- Coppa dei Paesi Bassi: 1

AZ Alkmaar: 2012-2013